# NOH8

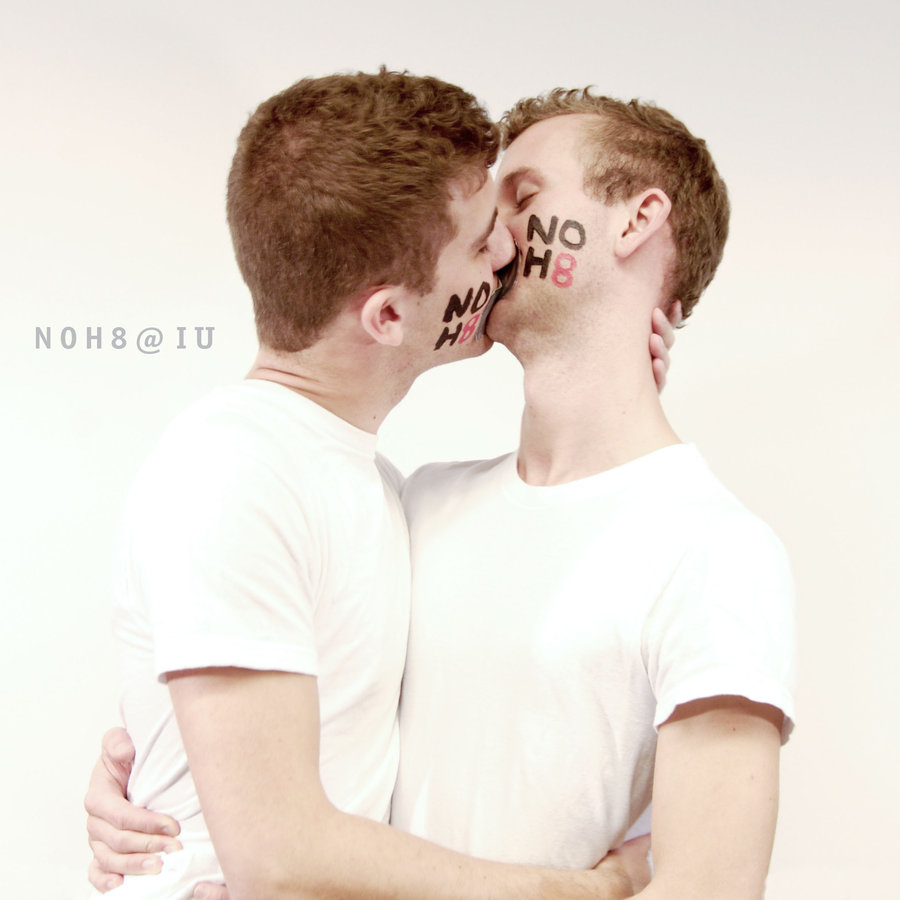
Foto de la campaña NOH8 de la alianza gay-heterosexual en Indiana University, por el fotógrafo estudiante James Cummings

La Campaña NOH8 (NOH8 es un numerónimo que se lee no hate, «no al odio» en inglés) es una protesta fotográfica en contra de la Proposición 8 de California, que prohíbe el matrimonio entre personas del mismo sexo en ese estado. La campaña incluye a fotógrafos retratando personas en frente de un fondo blanco, vistiendo playeras blancas, con sus bocas tapadas con cinta adhesiva y con el "NOH8" pintado en sus mejillas. La campaña fue creada el 1 de febrero de 2009 por el fotógrafo Adam Bouska y por su novio Jeff Parshley, en respuesta directa a esta propuesta. Las fotos están incluidas en el sitio de la campaña, en Facebook, Flickr, Twitter, MySpace, así como también en una campaña virtual mundial en Second Life.
Cerca de dos años y medio desde su creación, la campaña NOH8 ha crecido a aproximadamente 13.000 caras y continúa creciendo a un ritmo exponencial. La campaña empezó con retratos diarios de californianos de todas condiciones y de pronto creció incluyendo a políticos, militares, recién casados, artistas, celebridades y muchos más.
La campaña NOH8 ha recibido apoyo de todas partes del mundo, y ha aparecido en varios programas de noticias locales y nacionales y publicaciones. Las imágenes son ampliamente usadas en varias redes sociales como Facebook y Twitter para difundir el mensaje de igualdad.
Después las imágenes serán compiladas para una campaña mediática de larga escala.
Las fotos de la campaña han circulado en Internet y están apareciendo en los perfiles de los partidarios en muchas redes sociales. Ambos LGBT y no LGBT han participado en las sesiones de fotos.

## Historia

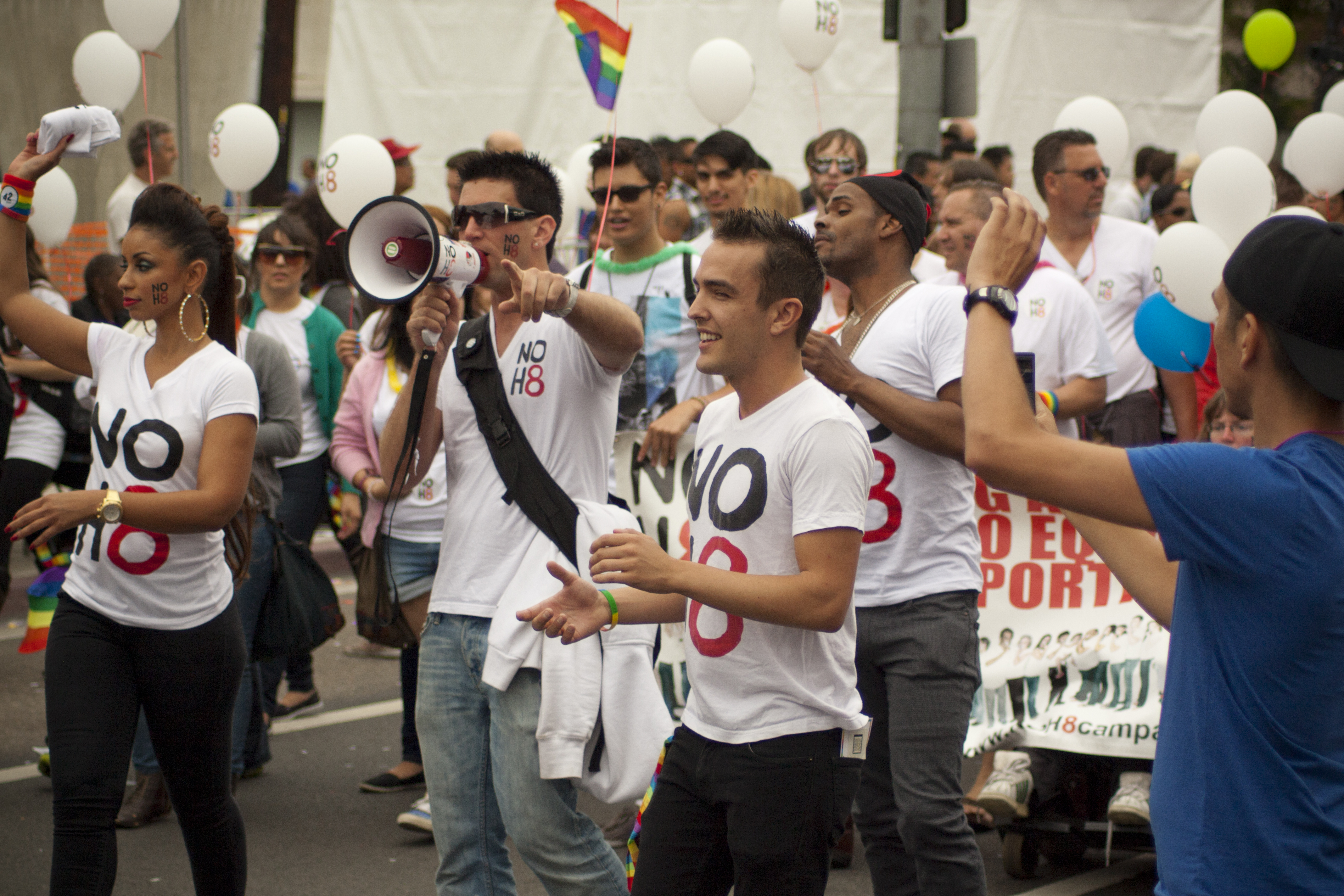
Foto de la campaña NOH8 en el desfile del orgullo en Los Ángeles en 2011

Durante la controversia del 2009 de la Miss USA, Shanna Moakler, y el codirector ejecutivo del desfile Keith Lewis, alentó a Tamiko Nash, Miss California y primera finalista de Miss USA 2006, y Miss California 2008 Raquel Beezley a asistir a la sesión fotográfica para protestar sobre el punto de vista de Carrie Prejean sobre el matrimonio entre personas del mismo sexo en los Estados Unidos. Luego, la Miss EE. UU. y Miss Universo 1997, Brook Lee, posó para la campaña NOH8.
En el 25 de mayo de 2009, la campaña NOH8 publicó un anuncio, y el 12 de agosto de 2009 un segundo llamado "Coming Out".
El 18 de noviembre de 2009, se anunció que la ciudad de West Hollywood, California, planeaba hacer el 13 de diciembre el día oficial de NOH8."